# Булгарский поход русских князей (1376)
Булгарский поход русских князей в 1376 году — был организован князьями Дмитрием Ивановичем Московским и Дмитрием Константиновичем Суздальским. Объединённым московско-нижегородским войском руководили московский воевода Дмитрий Михайлович Боброк-Волынский и сыновья Дмитрия Суздальского Василий и Иван. Волжской Булгарией, бывшей тогда улусом Золотой Орды, правили эмир Хасан-хан (в русских летописях — Асан) и ордынский ставленник Мухаммад-Султан (Махмат-Салтан).

## Предпосылки
Участившиеся набеги монголо-татар на Нижегородские земли вынудили Нижегородско-Суздальского князя Дмитрия Константиновича, в 1364 году отказавшегося от ярлыка на великое княжение в пользу Дмитрия Ивановича Московского, обратиться к последнему за помощью.
В условиях окончательно обозначившегося к середине 1370-х годов «розмирия» с Мамаем Дмитрий Московский решил подчинить себе булгарские земли, контролируемые его ставленниками.

## Поход
За время похода, в землях волжских булгар было сожжено много сёл и перебито огромное количество людей.
16 марта русское войско подошло к Булгару. Хасан-хан вывел своё войско навстречу. Булгары использовали боевых верблюдов «…кони русских вой полошающе», а также «…стреляюще из луков и из самострелов (арбалетов)…». С городских стен по русским был открыт огонь из пушек (тюфяков), «…а иные гром пущающе з града, страшаще Русское воинство».
Под Булгаром русское войско впервые столкнулось с огнестрельным оружием. Также в диковину были и боевые верблюды, пугавшие русских коней.
Однако, по словам летописца, русские «…крепко противу сташа на бой, и устремишася единодушно на них». Под стенами города булгарское войско в ближнем бою потерпело поражение. Оставшиеся бежали в город и укрылись за крепостными стенами. Штурма города не произошло. Хасан-хан запросил мира, выплатив 5000 рублей (2000 князьям и 3000 воинам и воеводам).

## Последствия
В Булгаре был посажен русский таможенник. Булгария также обязалась выплачивать ежегодную дань Московскому князю. Пушки были вывезены в Москву и установлены на городских стенах — в 1382 году эти орудия эффективно использовались во время обороны Москвы от войск Тохтамыша.
Мамай, препятствуя усилению Москвы, которая уже длительное время не выплачивала ему дань, послал на Нижний Новгород Араб-шаха Муззаффара (в русских летописях — Арапша). Последний 2 августа 1377 года застал врасплох объединённое русское войско на берегу реки Пьяны и, окружив, полностью его уничтожил, после чего 5 августа разграбил Нижегородское княжество, сжёг Нижний Новгород, а затем и Засурье. В то же время другой ордынский отряд напал на Переяславль-Рязанский и разорил его.
В 1378 году войско темника Бегича — сторонника мурзы Мамая — в битве на реке Воже было наголову разбито московско-пронским войском. Далее последовала победа объединённого русского воинства над войском темника Мамая в Куликовской битве.